# 利托夫希納
48°48′33″N 36°8′31″E / 48.80917°N 36.14194°E
利托夫什奇納（烏克蘭語：Литовщина）是位於烏克蘭東部的村莊，由哈爾科夫州洛佐瓦區的洛佐瓦市鎮負責管轄。該村始建於1918年，面積0.27平方公里，海拔高度95米，2001年人口61。